# NGC 3825
NGC 3825 (NGC 3852) é uma galáxia espiral barrada (SBa) localizada na direcção da constelação de Virgo. Possui uma declinação de +10° 15' 53" e uma ascensão recta de 11 horas, 42 minutos e 23,8 segundos.
A galáxia NGC 3825 foi descoberta em 15 de Março de 1784 por William Herschel.